# El Mourouj
El Mourouj (arabe : المروج [ɪl'muruːʒ]) est une ville de la banlieue sud de Tunis.
Elle est rattachée au gouvernorat de Ben Arous à l'exception du quartier El Mourouj 2 qui dépend du gouvernorat de Tunis.
Dotée du statut de municipalité depuis 1991, elle est aussi le chef-lieu de la délégation du même nom. La ville compte 104 586 habitants en 2014, ce qui en fait la plus grande municipalité du gouvernorat de Ben Arous. Elle constitue un centre régional pour l'agglomération de Tunis.

## Géographie
Située à quelques kilomètres de Tunis, entre Ben Arous et la sebkha Séjoumi, elle fait partie du Grand Tunis.
Le territoire de la délégation, couvrant une superficie de 21,5 km2, est délimité par l'autoroute A1 à l'est, la route nationale 3 et le gouvernorat de Tunis au nord, la route régionale 39 au sud-est et Fouchana au sud-ouest. La ville s'est progressivement étendue pour couvrir environ 15 km2.

## Histoire
Il s'agit d'une ville nouvelle construite par l'État dans les années 1980 pour organiser la croissance spatiale de l'agglomération tunisoise confrontée à l'extension de l'habitat spontané dans une période de forte crise foncière ; elle avait été programmée dès 1977 et prévue pour accueillir 130 000 habitants.
La municipalité d'El Mourouj est créée le 31 mai 1991.

## Urbanisme

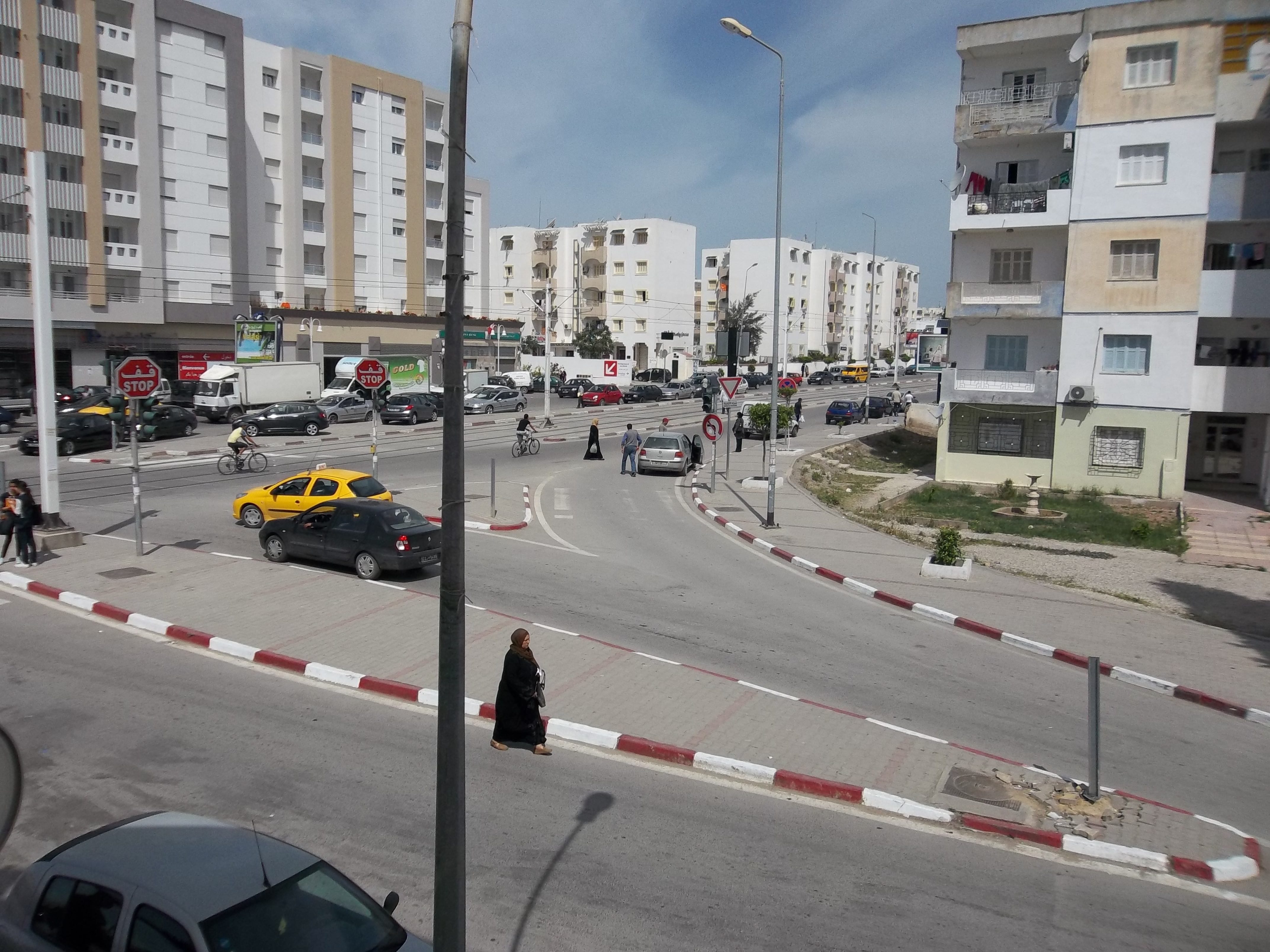
Rue des Martyrs.

La ville d'El Mourouj, divisée en cinq quartiers (numérotés 1, 3, 4, 5 et 6), a pour axe principal l'avenue des Martyrs qui la divise en deux parties du nord au sud. El Mourouj 2 dépend quant à lui du gouvernorat de Tunis.
Le type de logement le plus répandu est le logement collectif, de telle sorte que même les armoiries de la ville représentent des immeubles, entourés de deux branches d'oliviers. Toutefois, il existe aussi des logements individuels et semi-collectifs. La municipalité compte au total quelque 23 444 logements. Depuis les années 2000, El Mourouj change progressivement avec l'émergence de pôles de loisirs, comme le complexe Miami, et d'immeubles de haut standing ; un grand lotissement est en cours d'aménagement à El Mourouj 6.

## Culture

### Enseignement
El Mourouj compte 19 écoles primaires, dont 17 publiques et deux privées, huit collèges dont deux privés et sept lycées dont deux privés. Il y existe aussi un foyer et une cité universitaire. En matière d'enseignement professionnel, la municipalité dispose d'un centre professionnel du textile dans la zone industrielle de Bir El Kassâa.
La faculté des sciences économiques et de gestion de l'Université de Tunis - El Manar doit ouvrir son nouveau site d'El Mourouj pour remplacer ses anciens locaux d'El Manar au début de l'année universitaire 2010-2011 ; ce projet est modifié  au début de l'année scolaire et les nouveaux locaux doivent accueillir la Tunis Business School, un établissement suivant un régime similaire aux pays anglo-saxons avec l'anglais comme langue d'enseignement, placée sous la tutelle de l'Université de Tunis. Cet établissement d'une superficie de 2,4 hectares, dont 17 000 m2 couverts sur un terrain de 6,5 hectares, aura la capacité d'accueillir 7 500 étudiants ; ce projet a coûté quinze millions de dinars.

### Infrastructures

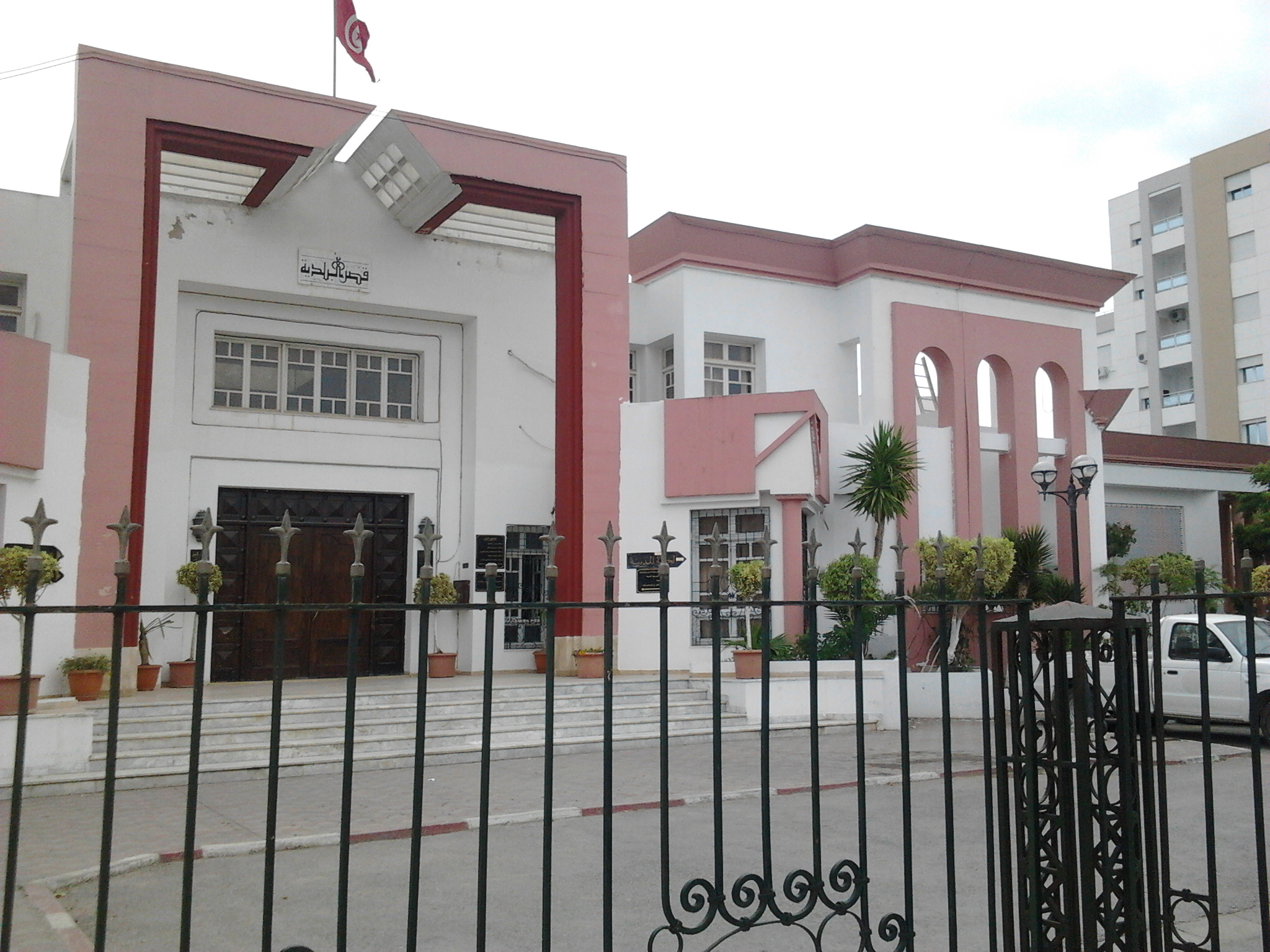
Hôtel de ville d'El Mourouj.

Les enfants bénéficient de deux clubs d'enfants pilotes et la ville compte une cinquantaine de jardins d'enfants, une maison de la culture et deux bibliothèques publiques.

## Économie

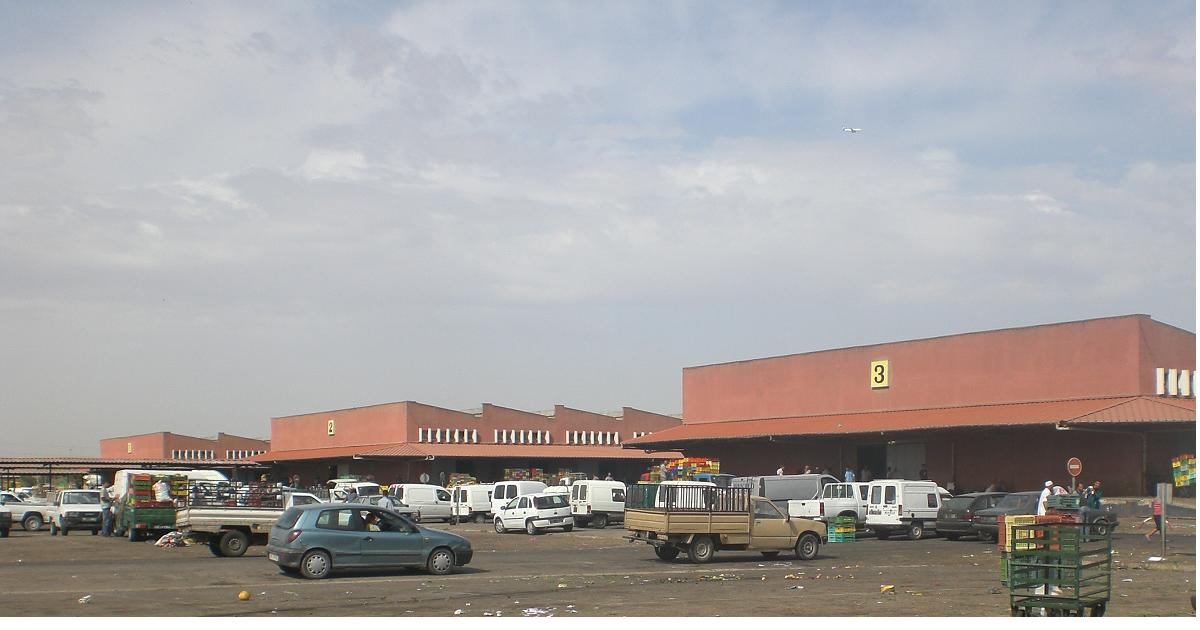
Marché de gros d'El Mourouj.

La délégation d'El Mourouj abrite le plus grand marché de gros du pays, géré par la Société tunisienne des marchés de gros,. Une cinquantaine d'entreprises occupent la zone industrielle de Bir El Kassâa. C'est une ville commerciale qui accueille notamment cafés, épiceries et sandwicheries.

## Transports

### Métro léger
Une ligne de métro léger, reliant El Mourouj à Tunis et comportant seize stations, a été inaugurée le 12 novembre 2008 après trois ans de travaux ; un retard a été engendré par les litiges fonciers causés par l'expropriation pour cause d'utilité publique,,.

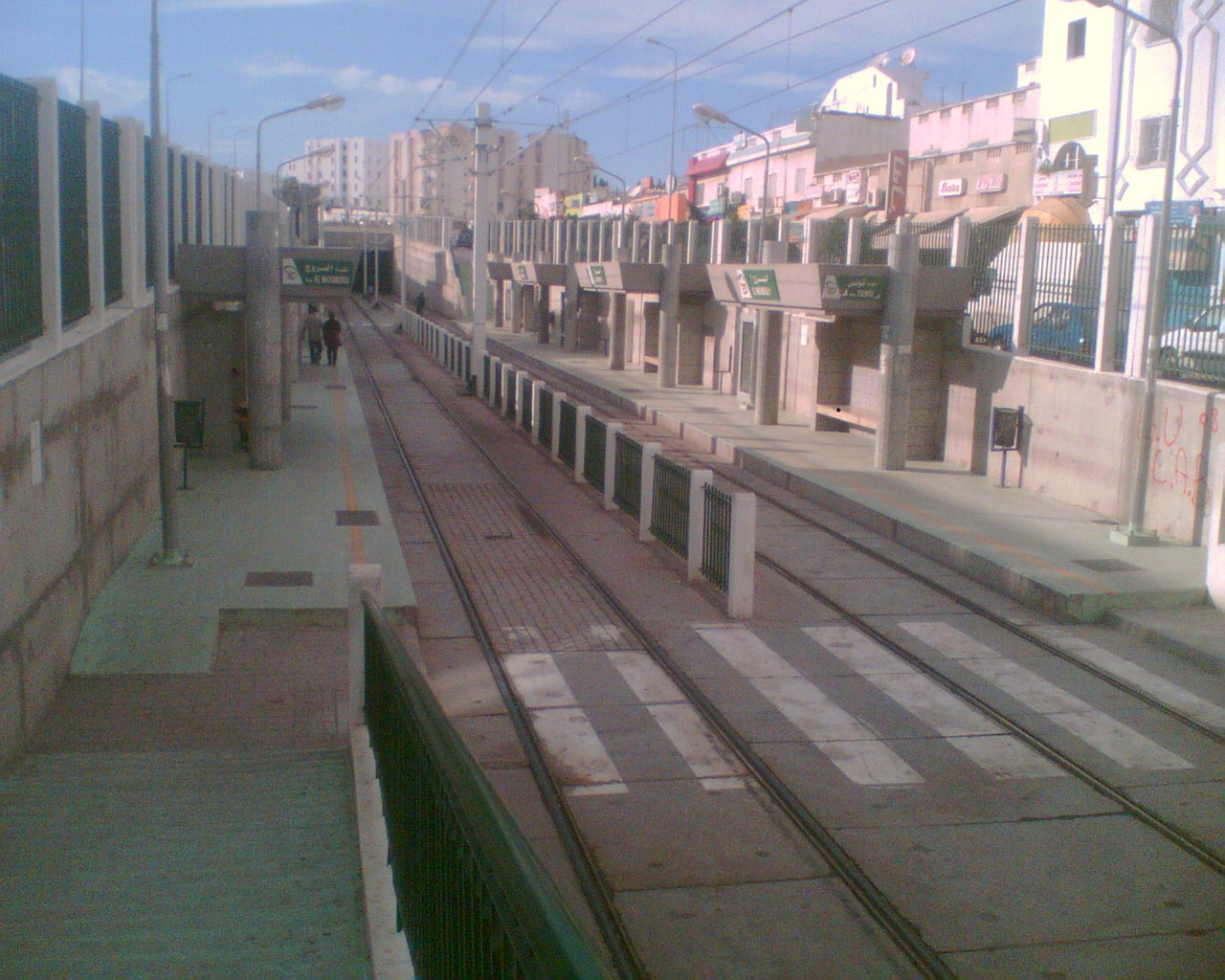
Vue générale de la station El Mourouj 1.
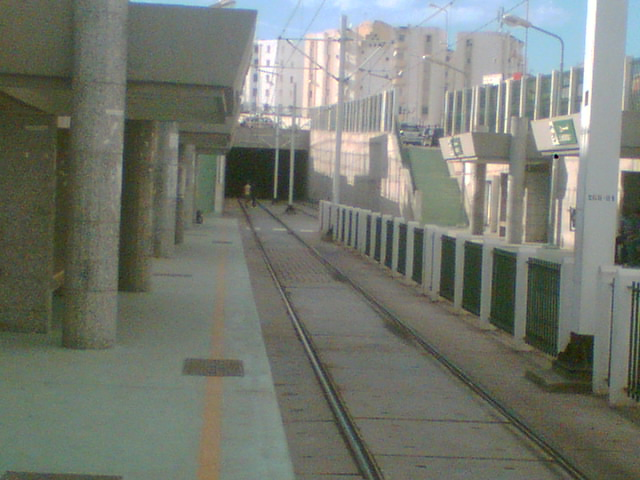
Quai de la station.
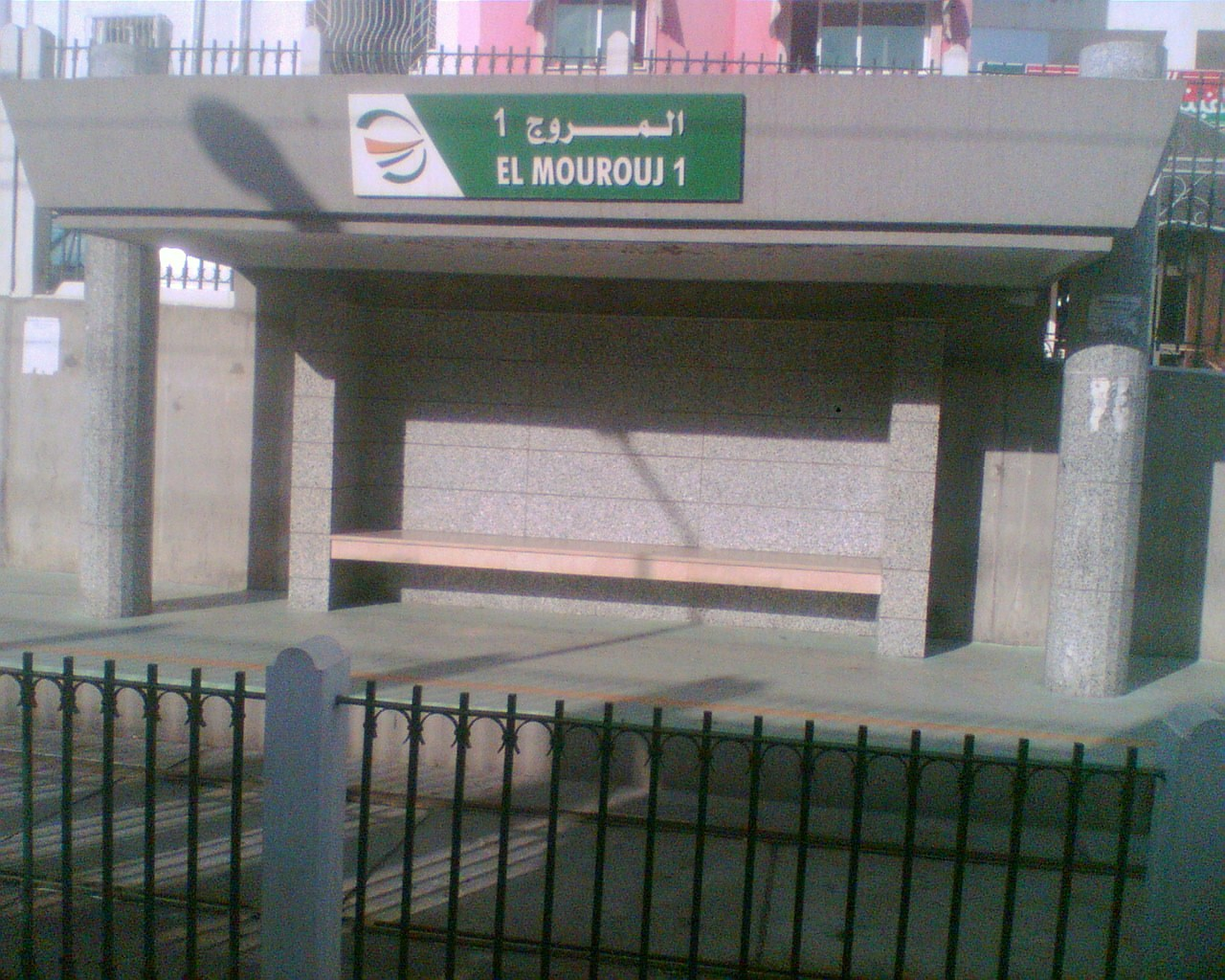
Abri pour voyageurs.
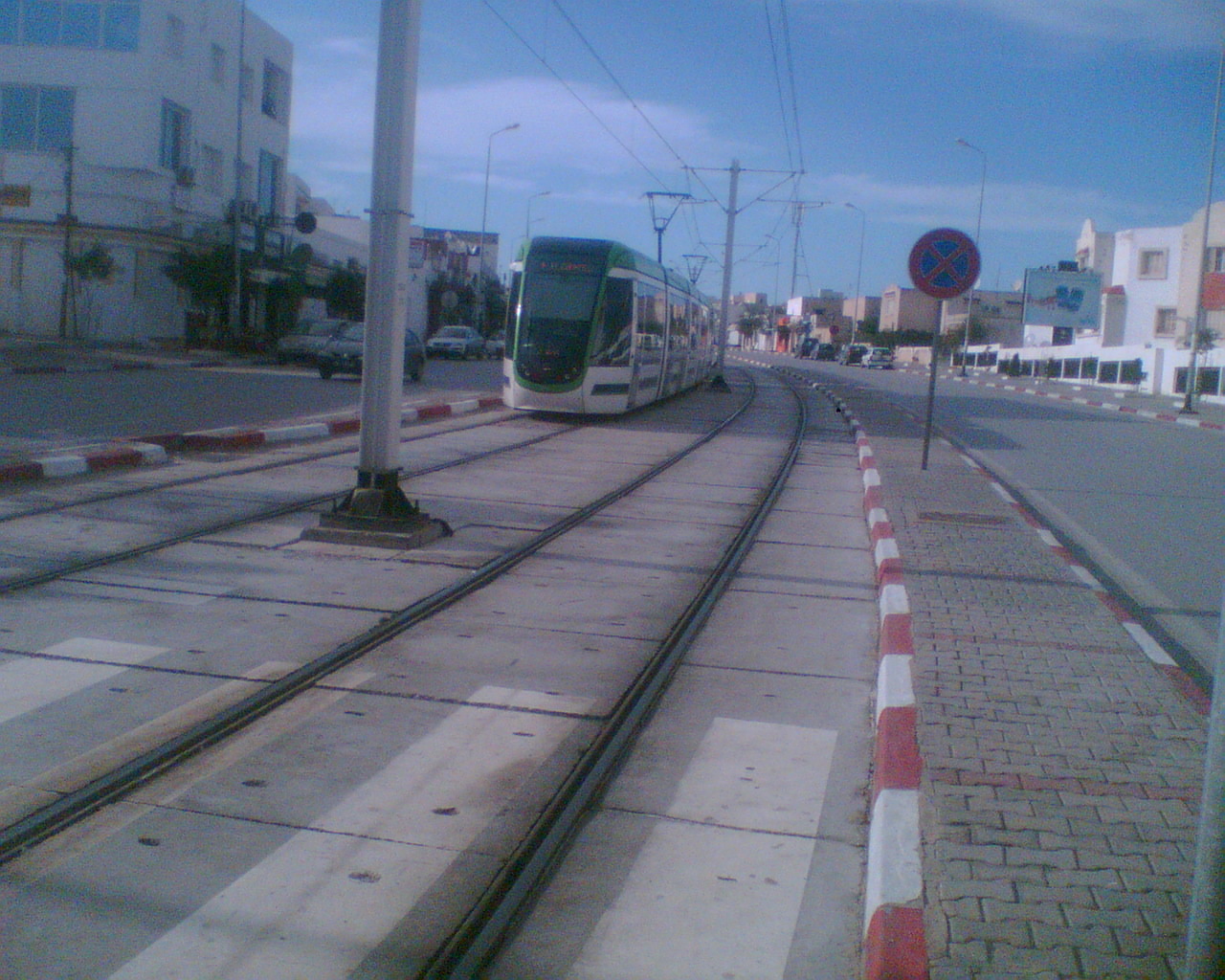
Métro sur l'avenue des Martyrs.

### Bus
Plusieurs lignes de bus desservent la ville :
- El Mourouj 1 à Place de Barcelone (bus n°59A) ;
- El Mourouj 5 à Tunis-Marine (bus n°74) ;
- El Mourouj 1 à Bab Saadoun (bus n°74B) ;
- El Mourouj 5 à Mégrine (bus n°54) ;
- Mohamedia à Mégrine passant par El Mourouj 1 (bus n°54A) ;
- Mohamedia à Mégrine passant par El Mourouj 1 (bus n°54A barrée = ligne rapide où le bus ne s'arrête entre les stations de départ et d'arrivée que pour faire descendre les passagers) ;
- El Mourouj 5 à Centre de traumatologie et des grands brûlés de Ben Arous (bus n°54B) ;
- El Mourouj 5 à Djebel Jelloud (bus n°54D) ;
- El Mourouj 5 à Zone industrielle Charguia 2 (bus n°574) ;
- El Mourouj 1 à El Mourouj 1 passant par El Mourouj 1, 3, 4 et 5 (bus n°81 et 81A aux itinéraires différents) ;
- El Mourouj 4 à El Mourouj 5 (bus n°81B).

## Sport
El Mourouj compte plusieurs salles de sport et une association sportive appelée Mourouj Sport où l'on pratique le football, le handball et le tennis.